# Megophrys parallela
Megophrys parallela es una especie  de anfibios de la familia Megophryidae.

## Distribución geográfica
Es endémica del oeste-centro de la isla de Sumatra.

## Estado de conservación
Se encuentra amenazada de extinción por la pérdida de su hábitat natural.